# 고지역
고지역(古池驛)은 안성시 미양면에 있던 안성선의 역이다.

## 연혁
- 1925년 11월 1일 : 정류장으로 개업[1]
- 일자 불명 : 폐지
- 1957년 7월 1일 : 무배치간이역으로 재개업[2]
- 1966년 8월 21일 : 배치간이역으로 승격
- 1970년 1월 1일 : 을종승차권대매소로 지정
- 1972년 7월 20일 : 무배치간이역으로 격하[3]
- 1974년 3월 11일 : 소화물 취급 중지
- 1984년 1월 1일 : 을종승차권대매소 폐지
- 1985년 4월 1일 : 여객취급 중지[4]
- 1989년 1월 1일 : 안성선 폐선으로 철거[5]

## 현재
역터는 남아있지 않으며, 미양 - 고지역간 선로노반은 2차선 도로로 바뀌었다.

## 참고 문헌
1. ↑  1925년 11월 6일 조선총독부관보 휘보 사설철도운수영업개시
2. ↑  1957년 6월 29일 대한민국관보 교통부고시제494호
3. ↑  1972년 7월 11일 대한민국관보 철도청고시제40호
4. ↑  1985년 3월 21일 대한민국관보 철도청고시제23호
5. ↑  1988년 12월 27일 대한민국 관보 철도청고시 제46호